# Narziß Renner

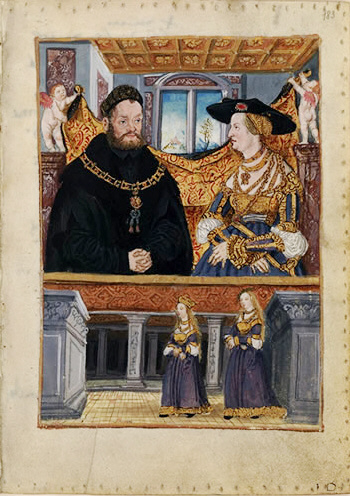
Codex Durlach 2 aus Gebetbuch der Markgräfin von Brandenburg (1520)

Narziß Renner (* 1502 in Augsburg; † 1536 ebenda) war ein Augsburger Buchmaler und vermutlich Zeichner für Holzschnitte.
Renner war wahrscheinlich der Sohn des Augsburger Buchmalers Hans Renner. Die einzigen von ihm bekannten Werke stammen aus der Zeit von 1517 und 1525. Nach dieser Zeit bekam er kaum noch Aufträge, da er in den Steuerbüchern von 1529 bis 1535 den niedrigsten Steuersatz entrichtete. Sein größter Auftraggeber war der Buchhalter Matthäus Schwarz. Unter anderem steuerte er Abbildungen zu dessen „Trachtenbuch“ bei und erstellte für Schwarz im Jahr 1522 den „Geschlechtertanz“, der Augsburger Patrizierpaare aus der Zeit von 1200 bis in die Gegenwart darstellte.
Renner stellte sich selbst auf zwei Bildnismedaillen und drei Selbstporträts dar, auf einem ist er zusammen mit seiner Frau Magdalena zu sehen.

## Werke
- Gebetbuch für Susanna von Bayern, Karlsruhe, Badische Landesbibliothek, Codex Durlach 2 (Digitalisat)
- Gebetbuch für Matthäus Schwarz (1521, Berlin, Kupferstichkabinett 78 B 10)
- Augsburger Geschlechtertanz (1522, Kriegsverlust, Kopie in Augsburg, Städtische Kunstsammlungen, Inv. 3819);
- Gebetbuch (1523, Wien, ÖNB Cod. 4486).